# Đại học Pittsburgh
Viện Đại học Pittsburgh, thường được gọi là Pitt, là một viện đại học thuộc hệ thống viện đại học công lập bang Pennsylvania   nằm ở Pittsburgh, bang Pennsylvania, Hoa Kỳ. Được thành lập với tên Học viện Pittsburgh vào năm 1787 ở khu vực lúc đó là biên giới Mỹ, Pitt là một trong những tổ chức giáo dục đại học liên tục được cấp điều lệ lâu đời nhất ở Hoa Kỳ. Pitt đã phát triển thành Trường đại học Tây Pennsylvania với một thay đổi điều lệ năm 1819, và khi di chuyển đến trường hiện tại của nó trong khu phố Pittsburgh Oakland vào năm 1908, trường đã nhận được biệt tên gọi iện nay, Đại học Pittsburgh. Đối với hầu hết lịch sử của nó, Pitt là một tổ chức tư nhân, cho đến khi nó trở thành một phần của hệ thống giáo dục đại học Khối thịnh vượng chung vào năm 1966.
Pitt đã được xếp vào nhóm các trường đại học nghiên cứu công lập hàng đầu Hoa Kỳ và trong các nhóm bao gồm các viện đại học hàng đầu nói chung 25, được xếp hạng bởi U.S. News & World Report là một trong những trường đại học công lập hàng đầu thế giới, đã được xếp hạng trong những trường tốt nhất cho chất lượng cuộc sống của sinh viên, đã được chọn là trường "giá trị tốt nhất" của các ấn phẩm xuất bản khác nhau, và đã xuất hiện trong bảng xếp hạng nhiều trường đại học hàng đầu trên thế giới.